# Víctor Carabés Chávez
Víctor Carabés Chávez (ur. 10 lipca 1963 w Meksyku) – meksykański duchowny rzymskokatolicki, biskup Tenancingo od 2024. 

## Życiorys

### Prezbiterat
Święcenia kapłańskie otrzymał 2 lipca 1991 w zgromadzeniu Misjonarzy Narodzenia Maryi. Był dyrektorem szkół zakonnych w Monterrey i w Méridzie. W latach 2008–2021 przełożony generalny zgromadzenia.

### Episkopat
3 kwietnia 2024 papież Franciszek mianował go biskupem diecezjalnym Tenancingo.
13 lipca 2024 otrzymał święcenia biskupie. Udzielił mu ich arcybiskup Gustavo Rodríguez Vega. 